# Il colore dei soldi
Il colore dei soldi (The Color of Money) è un film del 1986 diretto da Martin Scorsese, ispirato dall'omonimo romanzo di Walter Tevis.
Il film prosegue, alla reale distanza di 25 anni, la storia cinematografica de Lo spaccone, "Eddy lo svelto", un abile giocatore di biliardo americano che conobbe tragicamente lo squallore e i rischi del gioco. Il titolo si riferisce sia al colore dei dollari sia del tavolo da biliardo, il verde.

## Trama
Edward Felson, detto Eddy lo svelto, è ormai un ricco procacciatore di alcolici. Sono passati oramai 20 anni dal suo burrascoso e tragico passato e non ha più interesse al tavolo da biliardo, si dedica alla vendita di whisky e alla sua relazione con Janelle.
La casuale visione nel bar di Janelle di una partita del talentuoso Vincent Lauria contro Julian, il miglior giocatore della zona, riaccende in Eddie una fiamma mai spenta. Rivede nell'acerbo ragazzo se stesso da giovane: enorme potenzialità e stessa spocchia di essere in assoluto il più furbo, con le sue stesse sotterranee lacune psicologiche.
Senza trascurare il guadagno che potrà ottenere sfruttando la fiducia del ragazzo, semplicemente insegnandogli un po' di mestiere e garantendogli dei soldi per le scommesse, Eddie riesce a convincere il giovane e la sua ragazza Carmen a seguirlo in un giro del paese alla ricerca di polli da spennare. Così, anni dopo la sofferta separazione dal biliardo, i tre riprendono il giro di saloni nelle vicinanze, sfruttando anche le vecchie amicizie di Eddy, come il vecchio scommettitore Orvis.
Molte cose sono però cambiate in tutto questo tempo, anche il gioco. Il numero di palle sul tappeto è stato appositamente ridotto a 9 per aumentare il numero di partite giocabili e molti dei trucchi che Eddie conosceva sono oramai conosciuti dalla maggior parte di quelli che intende truffare. In questo agrodolce tour attraverso alcuni stati americani Eddie capisce ancora una volta e a proprie spese di non potersi mai fidare di nessuno, neppure del giovane e talentuoso Vincent, che raramente dà retta al suo mentore, e solo l'influenza di Carmen, interessata quanto Eddie alle possibilità del fidanzato, riesce a frenarne l'esuberanza. Alla fine, frustrato dal comportamento del giovane e scottato dalla sconfitta con Amos, Eddie abbandona Vincent e Carmen, ormai perfettamente autosufficienti.
La passione per il gioco in prima persona e la consapevolezza di essere ancora capace di primeggiare convincono Eddie a rimettersi in gioco: con la sua amata stecca Balabushka ben presto torna ai vecchi lustri. Di partita in partita, di vittoria in vittoria, Eddie si reca ad Atlantic City, meta preferita per giocatori e scommettitori. Ed è proprio nel casinò della città che Eddie ritrova Vincent: il torneo di biliardo li mette presto di fronte, ma la sfida, vinta da Eddie, è falsata perché Vincent si fa battere, guadagnando molti soldi scommettendo sul rivale. Venuto a conoscenza del fatto, Eddie, dopo aver abbandonato il torneo, chiede un'ultima partita al giovane: il film si chiude con l'inizio dell'incontro tra i due; Vincent è sicuro della vittoria, mentre Eddie si sente comunque vincitore: se perderà questa volta potrà tentare di rifarsi successivamente e, comunque, per lui l'essersi rialzato dal passato è già una vittoria.

## Accoglienza
Il film ricevette quattro candidature agli Oscar del 1987: miglior scenografia, miglior sceneggiatura non originale, migliore attrice non protagonista (Mary Elizabeth Mastrantonio) e miglior attore protagonista (Paul Newman). Alla fine l'unica statuetta vinta fu quella che andò a Paul Newman, premio che tra l'altro non ritirò personalmente perché non presenziò alla cerimonia viste le numerose volte in cui era stato candidato e mai premiato. Tra queste candidature, sempre come miglior attore protagonista, c'era pure quella (datata 1961) per Lo spaccone, di cui Il colore dei soldi è il sequel.
Per lo stesso ruolo Newman ricevette un National Board of Review Award ed una candidatura al Golden Globe come miglior protagonista drammatico.

## Riconoscimenti
- 1987 - Premio Oscar
  - Miglior attore protagonista a Paul Newman
  - Candidatura Miglior attrice non protagonista a Mary Elizabeth Mastrantonio
  - Candidatura Miglior sceneggiatura non originale a Richard Price
  - Candidatura Miglior scenografia a Boris Leven e Karen O'Hara
- 1987 - Golden Globe
  - Candidatura Miglior attore in un film drammatico a Paul Newman
  - Candidatura Miglior attrice non protagonista a Mary Elizabeth Mastrantonio
- 1986 - National Board of Review Award
  - Miglior attore protagonista a Paul Newman
  - Candidatura Migliori dieci film
- 1986 - New York Film Critics Circle Award
  - Candidatura Miglior attore protagonista a Paul Newman

## Curiosità
- La stecca Balabushka usata per il film era in realtà una Joss N7 fatta in modo da rassomigliare ad una Balabushka classica.[1]
- Tom Cruise realizzò personalmente molti dei suoi tiri.[1]
- Da una battuta del film è stata presa ispirazione per il titolo del videogioco DOOM del 1993.